# 斐登
斐登（法語：Fred Joaillier），是一家法国珠宝和手表品牌。由Fred Samuel于1936年在巴黎创立，1995年被LVMH集团收购。
1966年，创始人Fred Samuel长子Henri Samuel推出了经典的“Force 10”手镯，创意来自帆船运动里的缆绳。
1987年，公司的手表销售占到总销售额的四成。
2017年，创始人Fred Samuel的孙女Valérie Samuel担任公司的艺术总监及副总裁。2018年起，公司的CEO由出生于香港的梁守善（Charles Leung）接任。